# Xerosicyos
Xerosicyos este un gen aparținînd familiei Cucurbitaceae. Numele său este derivat din cuvintele din limba greacă xeros („uscat”) și  sicyos („castravete”). Reprezentanții sunt de regulă liane cu frunze turgescente.
Reprezentanți:
- Xerosicyos danguyi
- Xerosicyos perrieri
- Xerosicyos pubescens